# Gypona simulans
Gypona simulans är en insektsart som beskrevs av Carl Stål 1862. Gypona simulans ingår i släktet Gypona och familjen dvärgstritar. Inga underarter finns listade i Catalogue of Life.